# Europees kampioenschap basketbal mannen 1947
Eurobasket 1947 is het vijfde gehouden Europees kampioenschap basketbal. Eurobasket 1947 werd georganiseerd door FIBA Europe. Veertien landen die ingeschreven waren bij de FIBA, namen deel aan het toernooi dat gehouden werd in 1947 te Praag, Tsjecho-Slowakije. Het basketbalteam van de Sovjet-Unie werd de uiteindelijke winnaar.

## Eindklassement
1. Sovjet-Unie
2. Tsjecho-Slowakije
3. Egypte
4. België
5. Frankrijk
6. Polen
7. Hongarije
8. Bulgarije
9. Italië
10. Roemenië
11. Nederland
12. Oostenrijk
13. Joegoslavië
14. Albanië

## Resultaten
De voorronde bestond uit veertien teams ingedeeld in vier groepen (twee van vier en twee van drie). Elk team speelde een wedstrijd tegen een groepsgenoot. De nummers 1 en 2 van alle groepen gingen door naar de tweede groepsfase die de uiteindelijke nummers 1 t/m 8 zou bepalen. Alle overige landen in de initiële groepsfase gingen door naar de tweede groepsfase die de uiteindelijke nummers 9 t/m 14 zou bepalen.

### Voorronde

#### Groep A
| Plaats | Land              | Pnt | W | V | PV  | PT  | Verschil |
| ------ | ----------------- | --- | - | - | --- | --- | -------- |
| 1      | Tsjecho-Slowakije | 6   | 3 | 0 | 208 | 61  | +147     |
| 2      | Polen             | 5   | 2 | 1 | 108 | 106 | +2       |
| 3      | Roemenië          | 4   | 1 | 2 | 107 | 157 | −50      |
| 4      | Nederland         | 3   | 0 | 3 | 84  | 183 | −99      |

| Polen             | 51 - 32 | Roemenië          |
| Tsjecho-Slowakije | 93 - 19 | Nederland         |
| Polen             | 40 - 23 | Nederland         |
| Roemenië          | 25 - 64 | Tsjecho-Slowakije |
| Nederland         | 42 - 50 | Roemenië          |
| Tsjecho-Slowakije | 51 - 17 | Polen             |

#### Groep B
| Plaats | Land        | Pnt | W | V | PV  | PT  | Verschil |
| ------ | ----------- | --- | - | - | --- | --- | -------- |
| 1      | Sovjet-Unie | 4   | 2 | 0 | 112 | 44  | +68      |
| 2      | Hongarije   | 3   | 1 | 1 | 83  | 89  | −6       |
| 3      | Joegoslavië | 2   | 0 | 2 | 38  | 100 | −62      |

| Sovjet-Unie | 50 - 11 | Joegoslavië |
| Sovjet-Unie | 62 - 33 | Hongarije   |
| Joegoslavië | 27 - 50 | Hongarije   |

#### Groep C
| Plaats | Land       | Pnt | W | V | PV  | PT  | Verschil |
| ------ | ---------- | --- | - | - | --- | --- | -------- |
| 1      | Frankrijk  | 4   | 2 | 0 | 167 | 38  | +129     |
| 2      | Bulgarije  | 3   | 1 | 1 | 88  | 80  | +8       |
| 3      | Oostenrijk | 2   | 0 | 2 | 19  | 156 | −137     |

| Bulgarije | 56 - 13 | Oostenrijk |
| Frankrijk | 100 - 6 | Oostenrijk |
| Frankrijk | 67 - 32 | Bulgarije  |

#### Groep D
| Plaats | Land    | Pnt | W | V | PV  | PT  | Verschil |
| ------ | ------- | --- | - | - | --- | --- | -------- |
| 1      | Egypte  | 6   | 3 | 0 | 193 | 92  | +101     |
| 2      | België  | 5   | 2 | 1 | 183 | 78  | +105     |
| 3      | Italië  | 4   | 1 | 2 | 119 | 92  | +27      |
| 4      | Albanië | 3   | 0 | 3 | 45  | 278 | −233     |

| Italië  | 60 - 15  | Albanië |
| België  | 35 - 46  | Egypte  |
| België  | 114 - 11 | Albanië |
| Egypte  | 43 - 38  | Italië  |
| Albanië | 19 - 104 | Egypte  |
| Italië  | 21 - 34  | België  |

### Tweede groepsfase

#### Groep 4: plaats 9 t/m 14
| Plaats | Land        | Pnt | W | V | PV | PT | Verschil |
| ------ | ----------- | --- | - | - | -- | -- | -------- |
| 1      | Italië      | 3   | 1 | 1 | 93 | 72 | +21      |
| 2      | Nederland   | 3   | 1 | 1 | 65 | 56 | −1       |
| 3      | Joegoslavië | 3   | 1 | 1 | 65 | 85 | −20      |

| Italië      | 59 - 33 | Joegoslavië |
| Italië      | 34 - 39 | Nederland   |
| Joegoslavië | 32 - 26 | Nederland   |

#### Groep 3: plaats 9 t/m 14
| Plaats | Land       | Pnt | W | V | PV  | PT  | Verschil |
| ------ | ---------- | --- | - | - | --- | --- | -------- |
| 1      | Roemenië   | 4   | 2 | 0 | 142 | 42  | +100     |
| 2      | Oostenrijk | 3   | 1 | 1 | 67  | 96  | −29      |
| 3      | Albanië    | 2   | 0 | 2 | 46  | 117 | −71      |

| Oostenrijk | 23 - 69 | Roemenië   |
| Albanië    | 19 - 73 | Roemenië   |
| Albanië    | 27 - 44 | Oostenrijk |

#### Groep 2: plaats 1 t/m 8
| Plaats | Land        | Pnt | W | V | PV  | PT  | Verschil |
| ------ | ----------- | --- | - | - | --- | --- | -------- |
| 1      | Sovjet-Unie | 6   | 3 | 0 | 137 | 74  | +63      |
| 2      | Egypte      | 5   | 2 | 1 | 135 | 112 | +23      |
| 3      | Polen       | 4   | 1 | 2 | 78  | 115 | −37      |
| 4      | Bulgarije   | 3   | 0 | 3 | 89  | 138 | −49      |

| Polen       | 28 - 52 | Egypte      |
| Sovjet-Unie | 55 - 24 | Bulgarije   |
| Sovjet-Unie | 46 - 32 | Egypte      |
| Bulgarije   | 27 - 32 | Polen       |
| Egypte      | 51 - 38 | Bulgarije   |
| Polen       | 18 - 36 | Sovjet-Unie |

#### Groep 1: plaats 1 t/m 8
| Plaats | Land              | Pnt | W | V | PV  | PT  | Verschil |
| ------ | ----------------- | --- | - | - | --- | --- | -------- |
| 1      | Tsjecho-Slowakije | 6   | 3 | 0 | 116 | 99  | +17      |
| 2      | België            | 5   | 2 | 1 | 86  | 85  | +1       |
| 3      | Frankrijk         | 4   | 1 | 2 | 93  | 100 | −7       |
| 4      | Hongarije         | 3   | 0 | 3 | 116 | 127 | −11      |

| Hongarije         | '48 - 52 | Tsjecho-Slowakije |
| Frankrijk         | 26 - 27  | België            |
| België            | 30 - 27  | Hongarije         |
| Frankrijk         | 22 - 32  | Tsjecho-Slowakije |
| Hongarije         | 41 - 45  | Frankrijk         |
| Tsjecho-Slowakije | 32 - 29  | België            |

### Finales
13e/14e plaats:
| Joegoslavië | 90 - 13 | Albanië |

11e/12e plaats:
| Nederland | 54 - 33 | Oostenrijk |

9e/10e plaats:
| Italië | 55 - 39 | Roemenië |

7e/8e plaats:
| Hongarije | 59 - 29 | Bulgarije |

5e/6e plaats:
| Frankrijk | 62 - 29 | Polen |

Troostfinale:
| Egypte | 50 - 48 | België |

Finale:
| Sovjet-Unie | 56 - 37 | Tsjecho-Slowakije |

| Winnaar Eurobasket 1947  |
| ------------------------ |
| Sovjet-Unie Eerste titel |